# Olaf Marschall
Olaf Marschall, född 19 mars 1966 i Torgau, dåvarande Östtyskland, är en tysk (fram till 1990 östtysk) före detta professionell fotbollsspelare (anfallare).
Marschall slog igenom i 1. FC Lokomotive Leipzig i DDR-Oberliga på 1980-talet och hade senare en framgångsrik karriär i Bundesliga i 1. FC Kaiserslautern. Marschall var landslagsspelare för både DDR (4 matcher) och Förbundsrepubliken Tyskland (13 matcher) och deltog i VM 1998. Marschall avslutade spelarkarriären 2002 och var assisterande tränare i Kaiserslautern 2005–2007.

## Meriter
- 13 A-landskamper för Förbundsrepubliken Tyskland
- 4 A-landskamper för Östtyskland
- VM: 1998
- Tysk mästare 1998
- Tysk cupmästare 1996
- Cupvinnarcupfinalist 1987